# Coccus brasiliensis
Coccus brasiliensis är en insektsart som beskrevs av Fonseca 1957. Coccus brasiliensis ingår i släktet Coccus och familjen skålsköldlöss. Inga underarter finns listade i Catalogue of Life.